# Josef Harna
Josef Harna (* 5. Juli 1939 in Radslavice u Přerova; † 27. Juni 2015) war ein promovierter tschechischer Historiker, Slawist, Schriftsteller, PhDr., CSc. und Pädagoge an seiner Universität.
Er spezialisierte sich auf moderne politische und kulturelle Geschichte des 19. und 20. Jahrhunderts, insbesondere der tschechischen Länder und der Tschechoslowakei. Weiter beschäftigte er sich auch mit Politikwissenschaft und tschechisch-slowakischen Beziehungen. Er arbeitete auch an der Tschechischen Akademie der Wissenschaften.
Josef Harna war ein Anhänger des tschechoslowakischen Politikers Milan Hodža (1878–1944).

## Veröffentlichungen
- Auf gemeinsamem Weg. Die tschechische und die slowakische Kultur zwischen beiden Kriegen Co-Autor: Ivan Kamenec, Chronos-Verlag, Zürich 1988.
- Die tschechischen und slowakischen politischen Parteien zwischen 1918 und 1938 in: Peter Glotz (Hrsg.): München 1938: Das Ende des alten Europa, Essen 1990.
- První pokus o demokracii: Československá Republika - ve střední Evropě (Der erste Versuch der Demokratie: die Tschechoslowakische Republik - in Mitteleuropa), Prag 1990
- České a československé dějiny: Dokumenty a materiály (Tschechische und tschechoslowakische Geschichte: Dokumente und Materialien), 1991
- Dějny českých zemí. Od poloviny 18. století do vzniku České Republiky (Geschichte der tschechischen Länder. Von der Mitte des 18. Jahrhunderts bis zur Gründung der Tschechischen Republik), Co-Autor: Rudolf Fišer, 1995
- Die politischen Programme des Tschechischen nationalen Sozialismus 1897–1948 („Politické programy českého národního socialismu 1897–1948“) in: Historický ústav Akademie věd České republiky, Prag 1998.
- Die Erste Tschechoslowakische Republik in der tschechischen Historiographie in Bohemia Band 40, München 1999.
- Státní politika vůči německé menšině v období konsolidace politické moci v Československu v letech 1918-1920 (Staatspolitik gegenüber der deutschen Minderheit in der Zeit der Festigung der politischen Macht in der Tschechoslowakei in den Jahren 1918–1920), Co-Autor: Jaroslav Šebek, Prag 2002.
- Die Konzeption der "tschechoslowakischen Nation" in der tschechischen Historiographie der Zwischenkriegszeit in: Christiane Brenner: Geschichtsschreibung zu den böhmischen Ländern im 20. Jahrhundert: Wissenschaftstraditionen, Institutionen, Diskurse, München 2006, S. 77–94.
- Agrární strana a její zájmové, družstevní a peněžní organizace (Die Agrarpartei und ihre Interessen-, Genossenschafts- und Währungsorganisationen), 2010.
- Regionální zvláštnosti politiky agrární strany v období první Československé republiky (Regionale Besonderheiten der Politik der Agrarpartei in der Zeit der ersten Tschechoslowakischen Republik), 2012